# إرنستو ألفونسو روبليدو
إرنستو ألفونسو روبليدو (من مواليد 6 يونيو 1976 في ليناريس، نويفو ليون) هو سياسي مكسيكي منتسب إلى حزب العمل الوطني. اعتبارًا من 2013 شغل منصب نائب المجلس التشريعي للكونغرس المكسيكي ممثلاً نويفو ليون.